# Мороз Раїса Василівна
Раїса Василівна Мороз (з дому Левтерова; нар. 1 квітня 1937, с. Великий Янісоль, Сталінська область) — українська правозахисниця, перекладачка, публіцистка, радіожурналістка, письменниця-мемуаристка, учасниця дисидентського руху грецького походження. Дружина політв'язня Валентина Мороза.

## Життєпис
Народилася в селі Великий Янісоль Сталінської області, нині смт Велика Новосілка Донецької області в родині колгоспників, приазовських греків. На той час майже все населення цього населеного пункту становили греки. Незросійщений, первісний, варіант прізвища її родини — Лефтеріс. Батько — Василь Іванович Левтеров (1907—1948) був румеєм; мати — Євдокія Іванівна Челах (нар. 1905) була румейкою за батьком та урумкою за матір'ю, вільно володіла як румейською так й урумською мовами. Раїса мала старшого брата Івана та старшу сестру Валентину.
Німецьку окупацію пережила в рідному селі.
Закінчивши зі срібною медаллю десятирічну російськомовну школу 1955 року, вступила до Львівського університету на німецьку філологію. В університетському гуртожитку познайомилася зі старшим на два курси студентом-істориком Валентином Морозом, у червні 1958 р. вийшла за нього заміж.
Закінчила філологічний факультет Львівського університету 1960 року, з дипломом вчителя німецької мови. Потому працювала разом з чоловіком 4 роки у школі робітничої молоді в селищі Мар'янівка Горохівського району Волинської області. В січні 1962 р. народила сина Валентина.
У 1964 році родина мешкала в Луцьку, де чоловік працював викладачем Луцького педінституту. Восени 1964 року подружжя перебралося в Івано-Франківськ, де обоє стали викладачами педагогічного інституту.
1 вересня 1965 року КДБ вилучило в помешканні Морозів заборонену літературу й заарештувало чоловіка. Його було засуджено за ст. 62 КК УРСР (антирадянська агітація і пропаганда) до 4 років таборів. Його було звільнено 1969 року, проте вже 1 червня 1970 року знову заарештовано. Новий арешт чоловіка, особливо ж закритий судовий процес з порушеннями законів, а також жорстокий вирок 14 років за статтею 62, ч. 2 КК УРСР, викликали гостру негативну реакцію не лише в Україні, але й за її межами.
У серпні 1971 Раїса Мороз була звільнена з інституту. Рік ніде не могла влаштуватися. За порадою Івана Світличного взялася за переклади, переклала роман німецького письменника Зиґфріда Ленца, послала його під дошлюбним прізвищем Левтерова у журнал «Всесвіт», проте він так і не був опублікований. З серпня 1972 до весни 1979 року працювала бібліотекаркою в профтехучилищі.
Завдяки ув'язненню чоловіка Раїса Мороз познайомилася й підтримувала зв'язки з Аллою Горською, В'ячеславом Чорноволом, Іваном Світличним, Опанасом Заливахою, Оленою Антонів, Ніною Строкатою, Людмилою Алексєєвою та багатьма іншими шістдесятниками.
Після 5-місячного голодування в 1979, під тиском світової громадськості, радянська влада обміняла Валентина Мороза та ще чотирьох дисидентів на двох радянських агентів КДБ.. Раїса Мороз, разом з сином, того ж року виїхала до чоловіка на Захід. Там мешкала в Нью-Йорку, Чикаго, потім у Вініпезі (Канада)
На Заході займалася правозахисною діяльністю. Свідчила на Міжнародних Сахаровських слуханнях про політичні переслідування в Україні. На запрошення українських громад їздила на велелюдні українські зібрання в різних містах Америки й Канади, розповідала про долю українських політичних в'язнів, про ситуацію зі свободою думки в Україні. Дописувала до багатьох, переважно діаспорних українських періодичних видань. Працювала радіожурналісткою.
Влітку 1981 року розлучилася з Морозом у США.
1982 року отримала в Чикаго ступінь магістра з бібліотечної справи. Того ж року переїхала до Вінніпег, влаштувалася на роботу в бібліотеці Колегії св. Андрія.
Влітку 1983 року одружилася з Григорієм Куксою. Мешкали у Вінніпезі.
З 1989 року регулярно приїздить в Україну.

## Родина
Перший чоловік — Валентин Мороз (нар. 1936), побралися в червні 1958, розлучилися влітку 1981 року в США.
- Син Валентин (нар. 1962)

Другий Чоловік — Григорій Кукса (бл. 1919—1993), побралися 1983 року. Мешкали у Вініпезі.

## Мемуаристика
2005 року Раїса Мороз видала у Львові книжку «Проти вітру. Спогади дружини українського політв'язня», присвячену дружинам українських політв'язнів. У них «вона залишилася вірною собі, непоступливо правдивою і уважною в обсервації. А головне, простою і незлобивою, зі властивим її натурі християнським прощенням і бажанням зрозуміти» (Євген Сверстюк).
Книгу перевидано 2012 року в Харкові зі змінами та доповненнями.

### Бібліографічні праці
- Ukrainian Serials: Checklist of Ukrainian Periodicals and Newspapers at St. Andrew's College. (Список українських періодичних видань в бібліотеці Колегії Св. Андрія) — Winnipeg: St.Andrew's College, 1997. −127с.;
- Покажчик рідкісної літератури в бібліотеці Колегії Св. Андрія: (Рукописи і стародруки; Видання української діаспори). — Вінніпег: Колегія Св. Андрея, 2002. — 144с.
- Василь Овсієнко, Харківська правозахисна група. Виправила і доповнила Р.Мороз. Знаків 26.092.